# Гинсбург, Николай Николаевич
Николай Николаевич Гинсбург — советский военный врач, полковник медицинской службы, доктор медицинских наук.

## Биография
Родился в 1901 году в Рязани. Член КПСС.
В РККА с 1919 года.
Окончил Ленинградскую военно-медицинскую академию.
В 1934—1956 гг. — научный сотрудник, заместитель начальника Научно-исследовательского института эпидемиологии и гигиены Красной армии / НИИ эпидемиологии и гигиены Министерства обороны СССР.
За изобретение нового медицинского препарата был в составе коллектива удостоен Сталинской премии за выдающиеся изобретения и коренные усовершенствования методов производственной работы 1943 года.
За разработку и внедрение в промышленность новых методов получения вакцин, бактериофагов и антибиотиков был в составе коллектива удостоен Сталинской премии за выдающиеся изобретения и коренные усовершенствования методов производственной работы 1948 года.
Умер до 1985 года в Москве.

## Награды
- Орден Ленина (1942, 1954)
- Орден Красного Знамени (1950)
- Орден Красной Звезды (1944)